# 가토 미쓰오 (1979년)
가토 미쓰오(일본어: 加藤 光男, 1979년 5월 21일~)는 일본의 축구 선수, 지도자이다.

## 지도자 경력
2021년 네이비 FC의 감독을 맡으며 2023년 9월 테게바자로 미야자키의 감독으로 취임하였다.